# Cecil Ramage
Cecil Ramage (* 17. Januar 1895 in Edinburgh, Schottland, Vereinigtes Königreich Großbritannien und Irland; † 22. Februar 1988 in Glasgow, Schottland, Vereinigtes Königreich) war ein schottischer Schauspieler.

## Leben
Cecil Ramage wurde 1895 in Edinburgh geboren. Er wurde an der Edinburgh Academy ausgebildet.
Während des Ersten Weltkrieges diente er als Captain bei den Royal Scots und kämpfte in der Schlacht von Gallipoli und Palästina. Er wurde mit dem Military Cross ausgezeichnet.
Er besuchte das Pembroke College in Oxford, wurde zum Barrister ausgebildet und wurde 1923 als liberaler Abgeordneter für Newcastle upon Tyne gewählt. 1924 schied er nach einer erneuten Wahl dem Parlament aus. Von den 64 ehemaligen Abgeordneten, die nur 1924 im Parlament saßen, war er der letzte Überlebende und überlebte seinen parlamentarischen Dienst um 63 Jahre.
1932 hatte Ramage in dem Film C.O.D. seinen ersten Auftritt. Er spielte den Kronanwalt in Adel verpflichtet (Kind Hearts and Coronets), dessen scharfes Kreuzverhör gegen Louis Mazzini trägt viel dazu bei, ihn zu diskreditieren.
Ramage war mit Cathleen Nesbitt verheiratet, sie hatten zwei Kinder. Er war ein Schwager von Tom Nesbitt.

## Filmografie
- 1932: C.O.D.
- 1932: The Strangler
- 1933: Britannia of Billingsgate
- 1933: On Secret Service
- 1934: The Luck of a Sailor
- 1934: Freedom of the Seas
- 1934: Dein ist mein Herz (Blossom Time)
- 1934: The Night of the Party
- 1934: What Happened Then?
- 1935: Be Careful, Mr. Smith
- 1935: McGlusky the Sea Rover
- 1935: King of the Damned
- 1936: Love in Exile
- 1936: Lonely Road (The Lonely Road)
- 1936: The Secret of Stamboul (Secret of Stamboul)
- 1936: The Mill on the Floss
- 1937: Cafe Colette
- 1937: Return of a Stranger
- 1937: The Last Rose of Summer
- 1939: Black Eyes
- 1945: Die Atlantik-Brücke (I Live in Grosvenor Square)
- 1947: Nicholas Nickleby
- 1948: Unruhiges Blut (Blanche Fury)
- 1949: Adel verpflichtet (Kind Hearts and Coronets)